# 天津神明宮
天津神明宮（あまつしんめいぐう）は、千葉県鴨川市天津（安房国長狭郡）にある神社。旧社格は郷社。
天照皇大神・豊受大神・八重事代主神・大山祇大神など七柱の神を祀る。

## 概要
神代の昔、天孫降臨に当って国譲りした事代主神が海路当地に移り東方鎮護の神として鎮座し、これを『庤明神』と崇敬したことが当社の始まりと伝えられている。
その後、治承4年（1180年）石橋山の戦いに敗れ安房に逃れた源頼朝が源氏の再興を伊勢神宮に祈願し、御厨一処の寄進を祈誓したという。また、寿永元年（1182年）に、頼朝の妻政子の安産祈願の祈祷のため、奉幣使として三浦義村が当社へ遣わされた。頼朝は一ノ谷の戦いの後、寿永3年（1184年）安房国に東条御厨（白浜御厨、阿摩津御厨）を設け、伊勢より神霊を勧請し以前より鎮座の『庤明神』とともに祀ったのが当社である。文治元年（1185年）には生倫神主が参籠したところ、霊夢の奇端があったので頼朝から飛龍と号する馬が奉納され、以降も関東武家の崇敬を受け「房州伊勢の宮」と仰がれ今日に至っている。
当社の境内にある「まるばちしゃの木」は、中国大陸南部や海南島、台湾などに生育している亜熱帯性の落葉喬木であり、その北限として価値が高く千葉県の天然記念物に指定されている。境内東側の山にはすぐれた極相林があり「神明神社の林」として鴨川市の天然記念物に指定され、山頂には伊邪那岐大神・伊邪那美大神を祀る諾冉神社が鎮座する。

## 境内

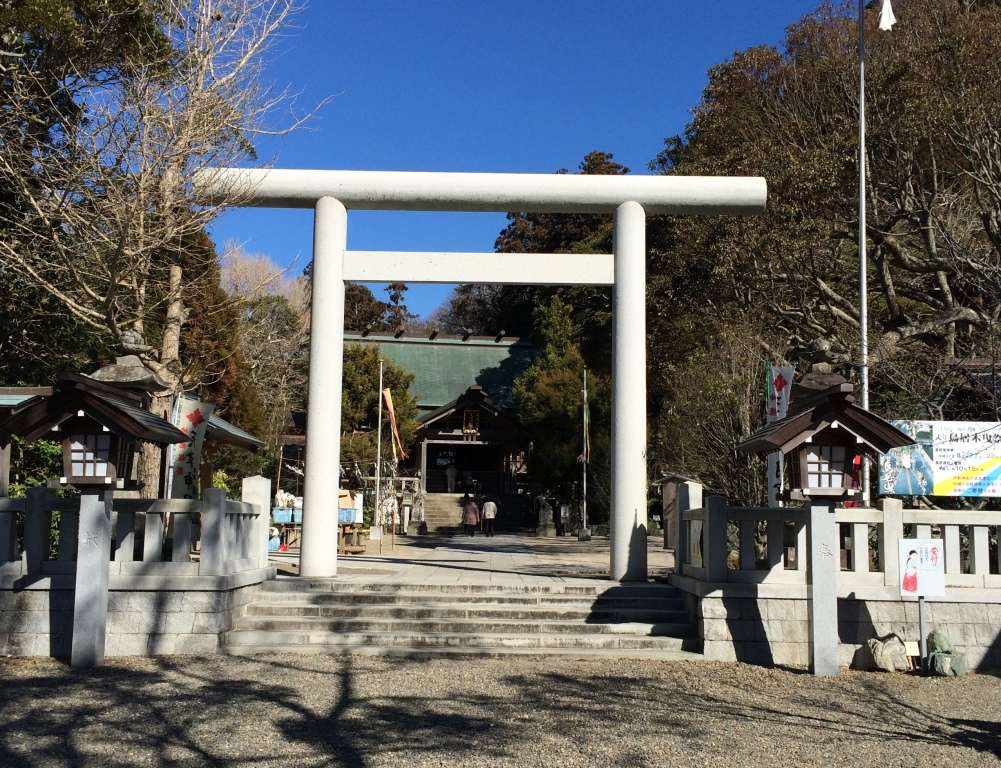
鳥居
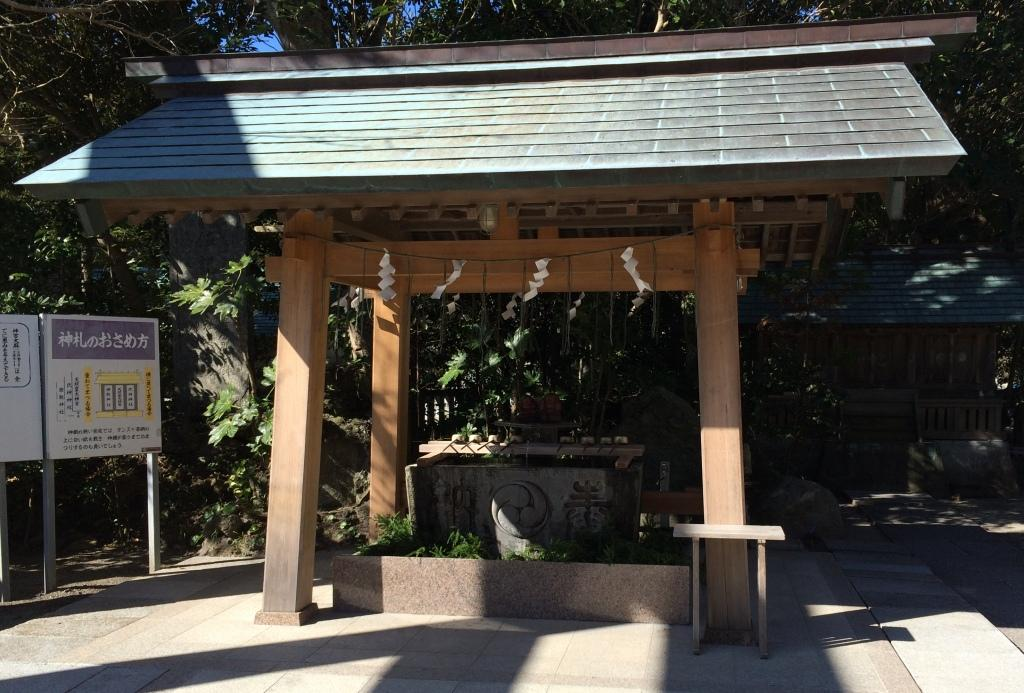
手水舎